# Šmarjahu Biran
Šmarjahu Biran (hebrejsky שמריהו בירן‎; 1942 Kirjat Chajim, Britský mandát Palestina – 3. října 2020 Naharija, Izrael) byl izraelský politik. V letech 1998 až 2003 byl starostou města Akko. Byl členem Izraelské strany práce.

## Životopis
Biran se narodil a vyrůstal v Kirjat Chajim. Před vstupem do komunální politiky působil jako učitel na školách v Akku. V roce 1998 byl zvolen starostou Akka a funkci vykonával až do roku 2003. Kvůli vážné nemoci se rozhodl znovu nekandidovat.
Biran se proslavil žalobou proti Národnímu pojišťovacímu institutu, v níž byl uznán invalidním.
Biran byl bratrem generálmajora (aluf) Ilana Birana.
Zemřel 3. října 2020.